# Route nationale 38 (Estonie)
Pour les articles homonymes, voir Route nationale 38.
La route nationale 38 (Tugimaantee 38) est une route nationale estonienne reliant Põltsamaa à Võhma. Elle mesure 27,6 km.

## Tracé
- Comté de Jõgeva
  - Põltsamaa
  - Esku (en)
- Comté de Viljandi
  - Kõo
  - Koksvere (en)
  - Soomevere (en)
  - Võhma